# Kościół Podwyższenia Krzyża Świętego w Dobropolu Gryfińskim
Kościół Podwyższenia Krzyża Świętego w Dobropolu Gryfińskim – katolicki kościół filialny zlokalizowany we wsi Dobropole Gryfińskie w gminie Stare Czarnowo, w powiecie gryfińskim (województwo zachodniopomorskie). Jest filią parafii Matki Bożej Wspomożenia Wiernych w Starym Czarnowie.

## Historia i architektura
Kościół został wzniesiony w 1863 roku. Jest to budowla neogotycka, murowana z cegły i kamienia łupanego, sytuowana na rzucie prostokąta. Narożniki murów, obramienia okien i portal w wieży wymurowano z granitowej kostki, pochodzącej z rozbiórki wcześniejszego kościoła. Od strony wschodniej kościół zakończony jest pięcioboczną absydą, nakrytą sklepieniem krzyżowo-żebrowym. Nawę przykrywa dwuspadowy dach. Szczyty wschodni i zachodni murowane są z cegły i ozdobione fryzem arkadowym. Otwory okienne w ścianach bocznych nawy podzielone są na dwa okna ostrołukowe i jedno okrągłe. Teren kościoła otacza kamienny mur.
Trójkondygnacyjna wieża, przylegająca do kościoła od strony zachodniej, wzniesiona została na planie kwadratu. Z czterech stron wieńczą ją trójkątnie zakończone szczyty. Dawniej wieżę nakrywał hełm z latarnią i strzelistą wieżyczką, który rozebrano w 1977 roku. Współcześnie nakrywa ją blaszany dach czterospadowy. W licu wieży znajdują się smukłe, uskokowe okna, powyżej tarcze zegarowe, a w najwyższej kondygnacji kolejna linia okien. W przyziemiu wieży umieszczony jest uskokowy portal.
Wnętrze nawy nakryte jest stropem z desek. Z oryginalnego wyposażenia zachowały się ławki i wsparta na filarze empora chórowa.
Po II wojnie światowej początkowo nieużytkowany kościół uległ dewastacji. Jego poświęcenia dla kultu katolickiego dokonał w dniu 9 czerwca 1977 roku biskup Jerzy Stroba.